# Halls (Tennessee)
Halls es un pueblo ubicado en el condado de Lauderdale en el estado estadounidense de Tennessee. En el Censo de 2010 tenía una población de 2.255 habitantes y una densidad poblacional de 236,91 personas por km².

## Geografía
Halls se encuentra ubicado en las coordenadas 35°52′50″N 89°24′22″O / 35.88056, -89.40611. Según la Oficina del Censo de los Estados Unidos, Halls tiene una superficie total de 9.52 km², de la cual 9.49 km² corresponden a tierra firme y (0.27%) 0.03 km² es agua.

## Demografía
Según el censo de 2010, había 2.255 personas residiendo en Halls. La densidad de población era de 236,91 hab./km². De los 2.255 habitantes, Halls estaba compuesto por el 70.24% blancos, el 26.92% eran afroamericanos, el 0.35% eran amerindios, el 0% eran asiáticos, el 0% eran isleños del Pacífico, el 0.8% eran de otras razas y el 1.69% pertenecían a dos o más razas. Del total de la población el 1.29% eran hispanos o latinos de cualquier raza.